# Верхньокам'янська сільська рада
| Верхньокам'янська сільська рада — орган місцевого самоврядування у Бахмутському районі Донецької області з адміністративним центром у с Верхньокам'янське. Сільській раді підпорядковані населені пункти: - с. Верхньокам'янське - с. Івано-Дар'ївка - с. Новоселівка |

## Склад ради
Рада складається з 14 депутатів та голови.

## Керівний склад сільської ради
| ПІБ                      | Основні відомості                                                               | Дата обрання | Дата звільнення |
| ------------------------ | ------------------------------------------------------------------------------- | ------------ | --------------- |
| Тимчак Віктор Михайлович | Сільський голова, 1958 року народження, освіта, безпартійний                    | 26.03.2006   | 31.10.2010      |
| Тимчак Віктор Михайлович | Сільський голова, 1958 року народження, освіта середня спеціальна, безпартійний | 31.10.2010   |                 |

Примітка: таблиця складена за даними джерела